# Polska Rada Resuscytacji
Polska Rada Resuscytacji – polska organizacja zajmująca się promocją i poprawą standardów w zakresie resuscytacji krążeniowo-oddechowo-mózgowej. Powstała w 2001 roku. Siedzibą organizacji jest Kraków. Prezesem jest prof. dr hab. med. Janusz Andres (stan na 2023 rok).